# Papyridea semisulcata
Papyridea semisulcata is een tweekleppigensoort uit de familie van de Cardiidae. De wetenschappelijke naam van de soort is voor het eerst geldig gepubliceerd in 1825 door Gray.